# Candor
Candor é uma comuna francesa na região administrativa de Altos da França, no departamento de Oise. Estende-se por uma área de 8,95 km². Em 2010 a comuna tinha 311 habitantes (densidade: 34,7 hab./km²).